# Korbball

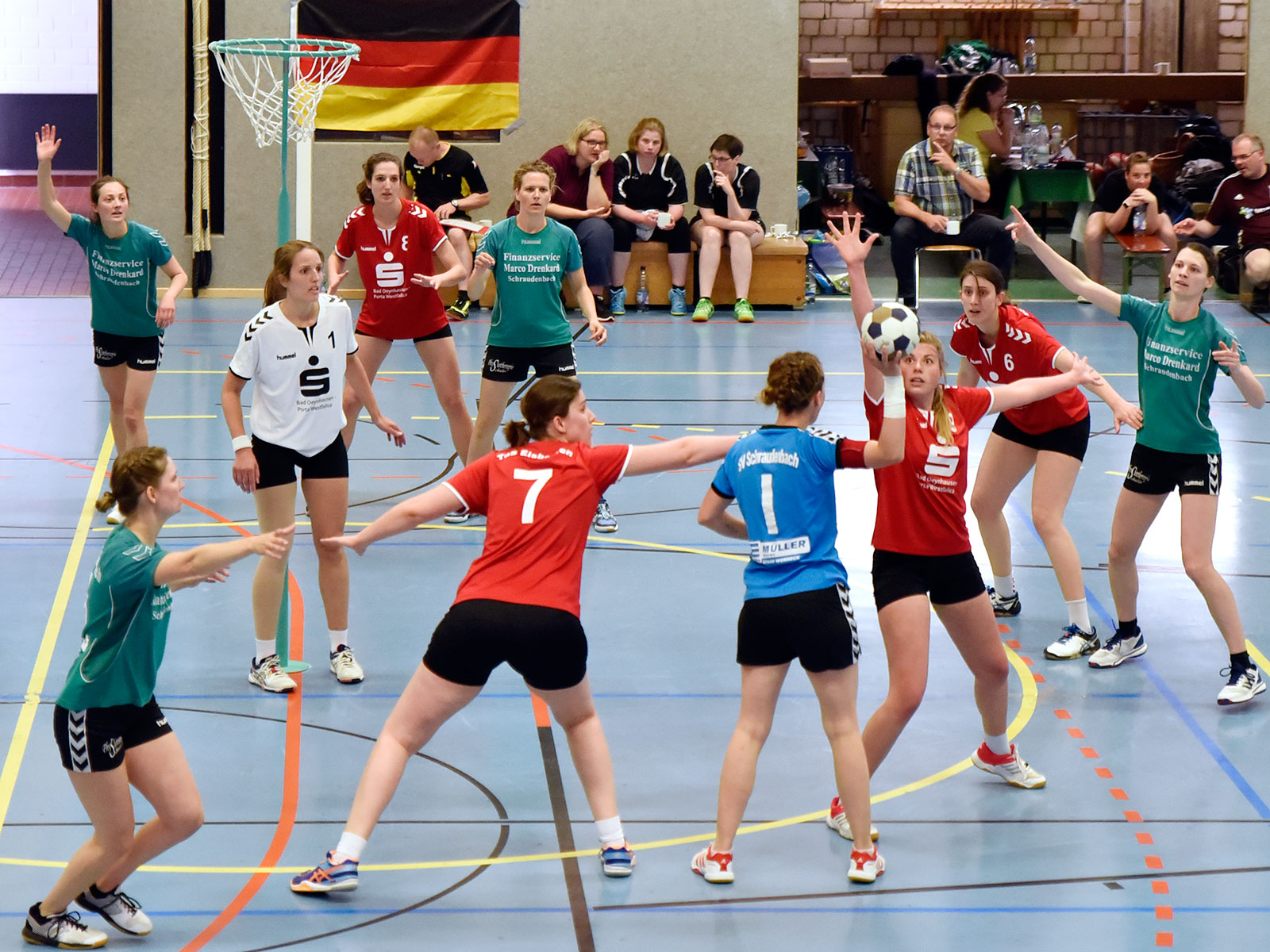
Szene aus einem Korbballspiel: Beide Mannschaften versammeln sich um den Korbraum der verteidigenden Mannschaft, während sich die verteidigende Korbhüterin am Korb positioniert.

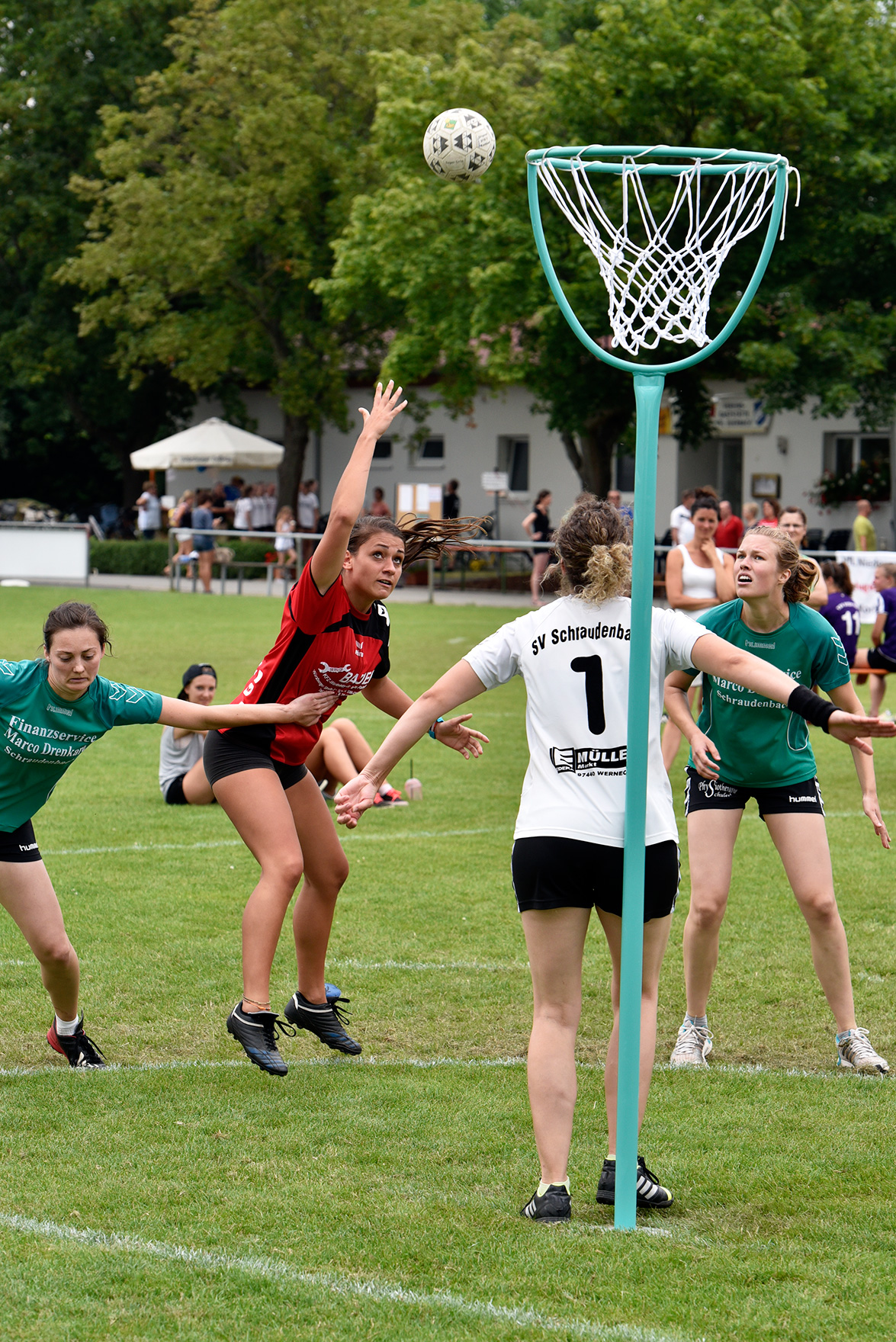
Eine Angreiferin beim Ausführen eines Korblegers.

Korbball ist eine Ballsportart für zwei Mannschaften. Ziel des Spiels ist es, möglichst oft einen Ball in den gegnerischen Korb zu werfen und Treffer in den eigenen Korb zu verhindern. Korbball weist Ähnlichkeiten mit Basketball, Korfball, Netball, nicht zuletzt aber auch mit Handball auf. Die allein in Deutschland verbreitete Sportart wird als Wettkampfsport ausschließlich von Frauen und Mädchen betrieben. Beim in der Schweiz gespielten Korbball handelt es sich um eine eigenständige Sportart.
Es gibt zwei Korbballvarianten: Hallenkorbball und Feldkorbball. Der Oberbegriff Korbball wird oft synonym zu Hallenkorbball verwendet, da diese Variante weitaus populärer ist.

## Spielidee
In beiden Hälften des Spielfeldes befindet sich jeweils ein erhöhter Korb. Diejenige von zwei gegeneinander antretenden Mannschaften, die bis zum Ende einer festgelegten Spieldauer den Spielball öfter in den gegnerischen Korb geworfen hat, gewinnt.
Abgesehen vom Ziel, den Ball möglichst häufig im Korb des Gegners zu versenken, gilt es, die gegnerischen Spielerinnen an erfolgreichen Ballwürfen zu hindern. In jeder Mannschaft übernimmt eine Spielerin die Rolle der Korbhüterin, die als einzige den um den eigenen Korb gezogenen Korbkreis betreten darf und somit in unmittelbarer Nähe des Korbes Bälle abfangen kann.
Korbball ist als körperloses Spiel konzipiert; Körperkontakt wird durch die Spielregeln weitgehend untersagt.

## Spielfeld

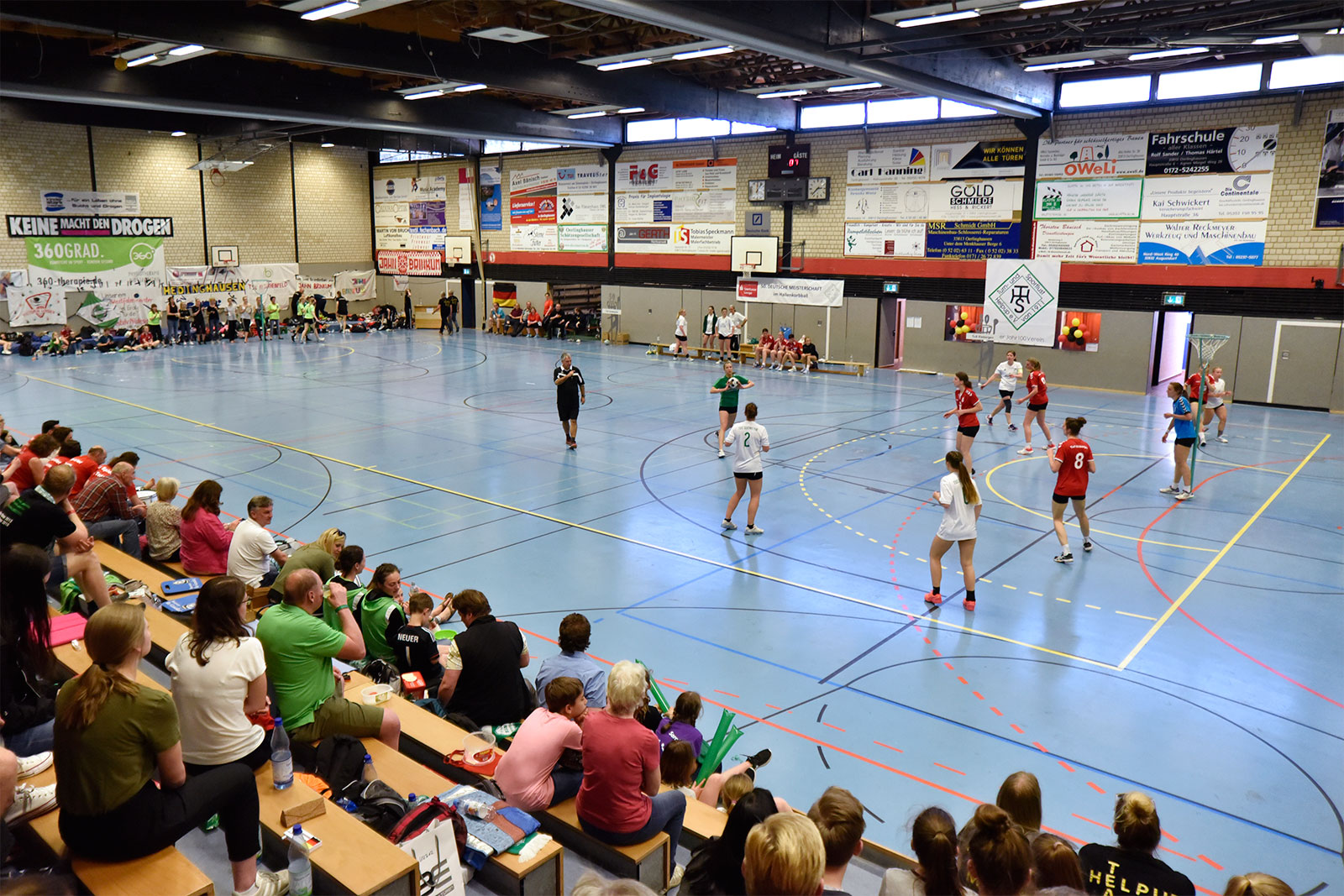
Spielszene eines Korbballspiels: Die Spielfeldbegrenzung ist in diesem Fall gelb.

Ein Hallenkorbballfeld misst in der Regel 30 m × 15 m. Im heute nicht mehr im Spielbetrieb gespielten klassischen Feldkorbball beziehungsweise Großfeldkorbball betragen die Maße 50 m × 25 m. Das verkleinerte Feldkorbball-Spielfeld, auf dem in Bayern Spielbetrieb stattfindet, misst 38 m × 19 m.
In den beiden Spielfeldhälften befindet sich jeweils ein Korbraum in Form eines Kreises (Großfeldkorbball) beziehungsweise Teilkreises (Hallenkorbball/Kleinfeldkorbball) mit einem Radius von 3 m, in dessen Mittelpunkt der Korbständer angebracht ist. Während im Hallen- und Kleinfeldkorbball der Korbständer 1 m von der Korblinie entfernt ist, beträgt der Abstand im Großfeldkorbball 7 m, sodass hier der Korbraum komplett umlaufen werden kann.
Der Korb hat einen Durchmesser von 55 cm, befindet sich in einer Höhe von 2,5 m und besitzt, im Gegensatz zum Basketball, kein Brett.

Hallenkorbball-Spielfeld

Verkleinertes Feldkorbball-Spielfeld (seit 2015 in Bayern)

Klassisches Feldkorbball-Spielfeld

## Spielball

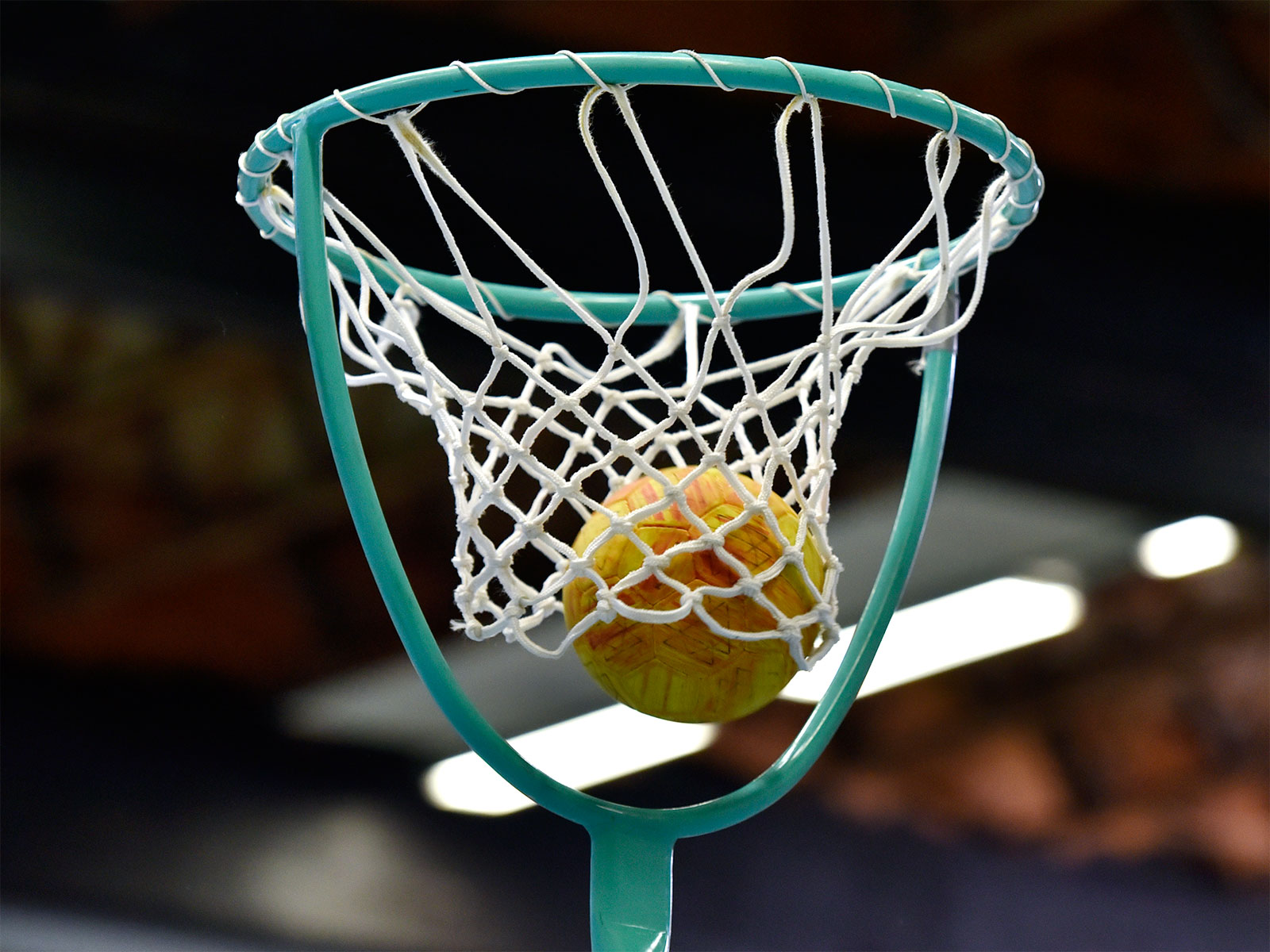
Ein Korbball beim Eintauchen in einen Korb: Der Umfang des Korbballs ist wesentlich kleiner als der Umfang der Korböffnung.

Der Spielball, welcher ebenfalls als Korbball bezeichnet wird, hat einen Umfang von 56 bis 60 cm und ist 400 bis 500 g schwer. Er entspricht damit in etwa einem Handball der Größe III (Männer). Der Ballumfang ist wesentlich kleiner als der rund 173 cm große Umfang der Korböffnung – das Verhältnis des Balldurchmessers zum inneren Korbdurchmesser ist rund 1:3 (im Vergleich: Basketball ca. 1:1,9; Korfball 1:1,8; Netball 1:1,7). Dieser Umstand ermöglicht die Platzierung eines Wurfs in einem bestimmten Bereich des Korbes, womit der gegnerischen Korbhüterin die Abwehr des Balls erschwert werden kann.

## Mannschaften

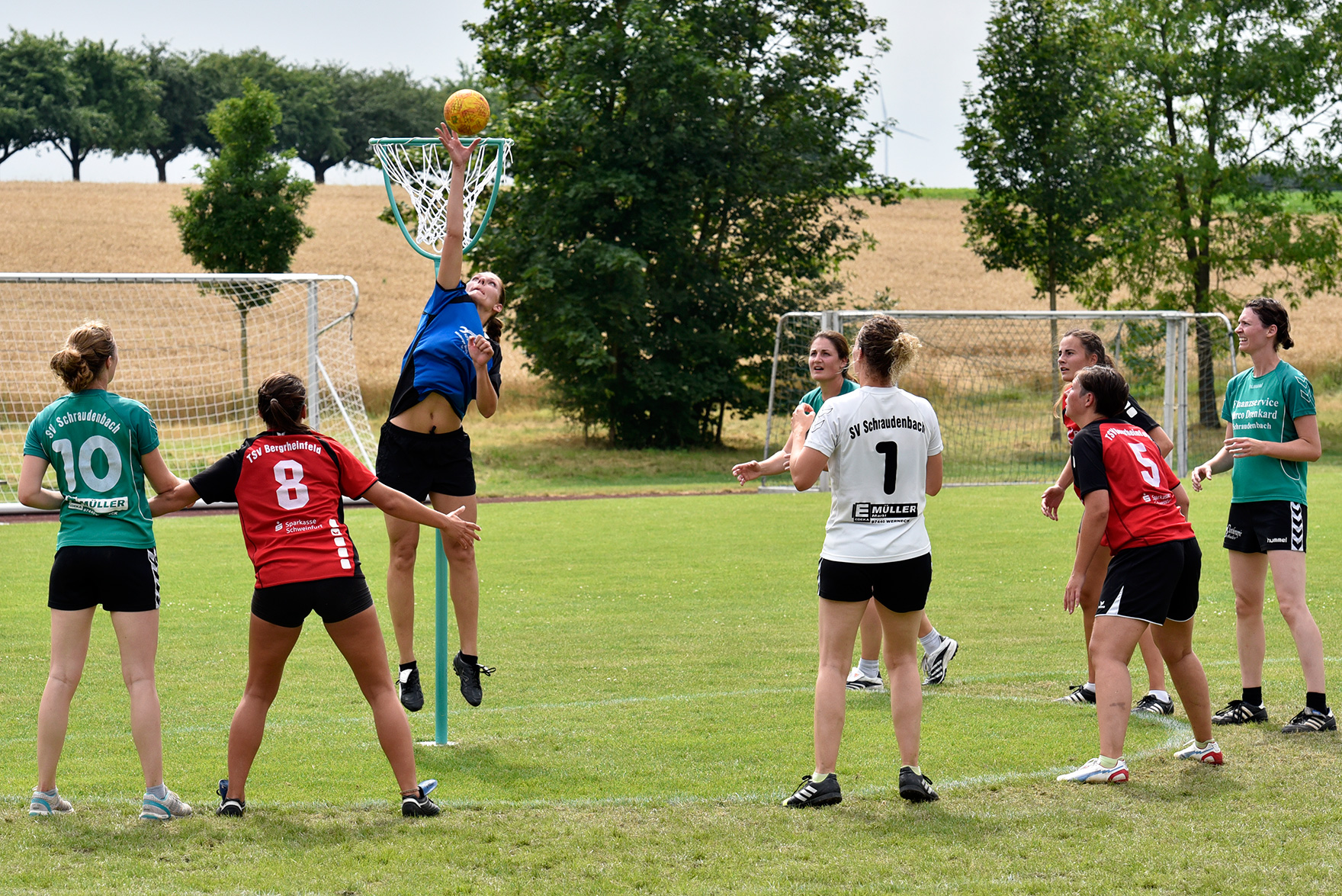
Vor einem Korbwurf positionieren sich üblicherweise alle Spielerinnen – mit Ausnahme der verteidigenden Korbhüterin – um den Korbkreis der verteidigenden Mannschaft.

Im Hallen- und Kleinfeldkorbball besteht eine Mannschaft aus 5 Spielerinnen, im Großfeldkorbball aus 7 Spielerinnen, jeweils inklusive einer Korbhüterin und zuzüglich 3 Auswechselspielerinnen.

### Feldspielerinnen
Mit Ausnahme der Korbhüterin sind alle Spielerinnen einer Mannschaft Feldspielerinnen, denen keine besonderen Rechte zugestanden werden. Feldspielerinnen haben sich stets außerhalb der Korbkreise aufzuhalten. Alle Spielerinnen einer Mannschaft sind sowohl in die Verteidigung, als auch in den Angriff eingebunden; dies betrifft normalerweise auch die Korbhüterin, die außerhalb ihres Korbkreises wie eine Feldspielerin agiert. Am eigenen wie am gegnerischen Korbkreis verteilen sich die Feldspielerinnen einer Mannschaft üblicherweise in gleichmäßigen Abständen um den Kreis. Gemäß dieser Aufstellung ist jeder Spielerin eine feste Position zugeordnet, wobei im Angriff durch Spielzüge mitunter Positionswechsel vorgenommen werden. In der Verteidigung wird je nach Einsatz der Korbhüterin eine Raumdeckung oder eine Manndeckung angewendet.

### Korbhüterinnen

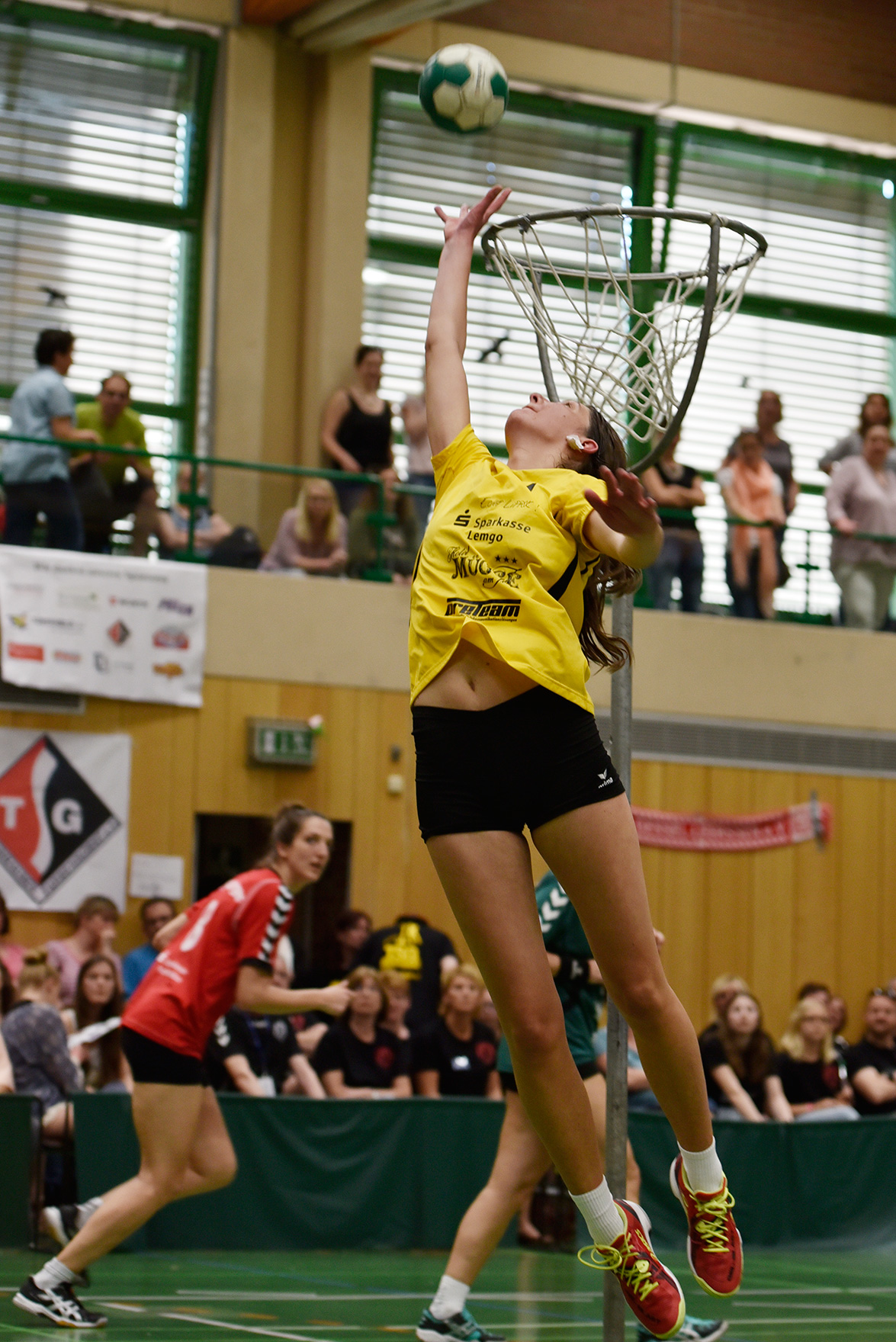
Eine „springende Korbhüterin“ beim Abwehren eines Korbwurfs.

Eine Spielerin je Mannschaft nimmt die Rolle der Korbhüterin ein. Sie ist die einzige, die den eigenen Korbraum betreten darf.
Die Korbhüterin darf sich im gesamten Korbraum mit dem Ball bewegen, verfügt hierbei über unbegrenzte Schrittzahl und auch das Prellen ist nicht – wie auf dem restlichen Spielfeld – auf einmal eingeschränkt. Zudem ist ihr dort auch die Abwehr des Balles mit dem Fuß erlaubt. Außerhalb des eigenen Korbraums unterliegt eine Korbhüterin denselben Regeln wie eine Feldspielerin.
Die Korbhüterin wird durch ein andersfarbiges Trikot kenntlich gemacht.

#### Limitierung der Körpergröße
Hinsichtlich der Körpergröße von Korbhüterinnen besteht ein striktes Reglement. Spielerinnen, deren Körpergröße 176 cm übersteigt, sind als Korbhüterin nicht spielberechtigt. Sofern eine Spielerin größer als 174 cm ist, muss sie sich zu Beginn eines Spieljahres von einem Messgremium vermessen lassen. Darüber hinaus muss mit unangekündigten Messungen gerechnet werden. Wird bei einer Messung eine Größe von mehr als 178 cm (inklusive 2 cm Messtoleranz) gemessen, darf die betreffende Spielerin unmittelbar und über das laufende Spieljahr hinaus nicht mehr als Korbhüterin eingesetzt werden.

#### Einfluss auf das Spielgeschehen

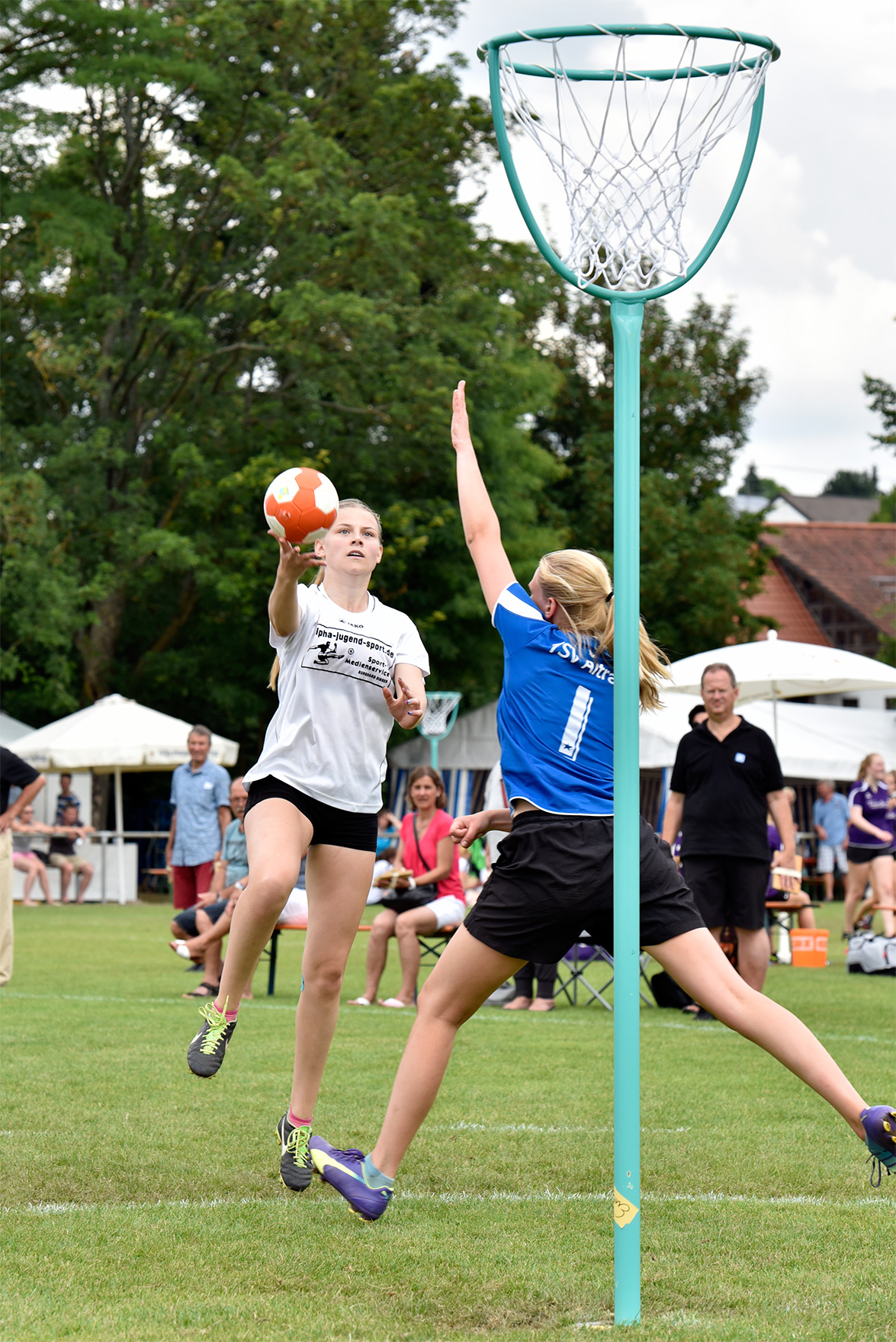
Eine Korbhüterin versucht, einen Korbleger durch Heranschreiten an die ballführende Spielerin zu blocken.

Die körperlichen Voraussetzungen und das physische Vermögen der Korbhüterinnen prägen den Verlauf eines Spiels auf entscheidende Weise. In höheren Spielklassen wird bereits in der Altersklasse der Jugendlichen mit „springenden Korbhüterinnen“ gespielt: Eine solche besitzt ausreichend Körpergröße und Sprungkraft, um einen auf ihren Korb geworfenen Ball vor dem Eintritt in den Korb abzufangen beziehungsweise wegzuschlagen. Eine Goaltending-Regel gibt es im Korbball nicht. Anstatt also einen Wurf durch Herantreten an die werfende Gegnerin zu blocken, lauert eine springende Korbhüterin unter dem Korb auf den sich in den Korb senkenden Ball. Ohne springende Korbhüterin kommt in der Verteidigung meistens eine Manndeckung anstatt einer Raumdeckung zum Einsatz.
Korbhüterinnen werden üblicherweise mit ins Angriffsspiel um den gegnerischen Korb einbezogen, um am gegnerischen Korbkreis eine Überzahlsituation herzustellen. Da die verteidigende Korbhüterin normalerweise versucht, Würfe im Korbkreis abzufangen oder zu blocken, fehlt jene in der Verteidigung vor dem Korbkreis. Seltene Gründe, eine Korbhüterin nicht ins Angriffsspiel einzubinden, sind Erschöpfung bei mangelnd qualifizierten Ersatzspielerinnen oder betont defensive Spielweise – beispielsweise um eine Führung zu halten.

## Schiedsrichter
Korbballspiele werden zumeist von einzelnen Schiedsrichtern geleitet. Lediglich in höherklassigen Begegnungen kommen Schiedsrichtergespanne bestehend aus zwei gleichberechtigten Unparteiischen zum Einsatz. Neben dem Registrieren von Korberfolgen und, sofern kein separater Zeitnehmer dafür verantwortlich ist, dem Verwalten der Spielzeit, sind Schiedsrichter für die Ahndung von Regelverstößen zuständig.

## Spielablauf

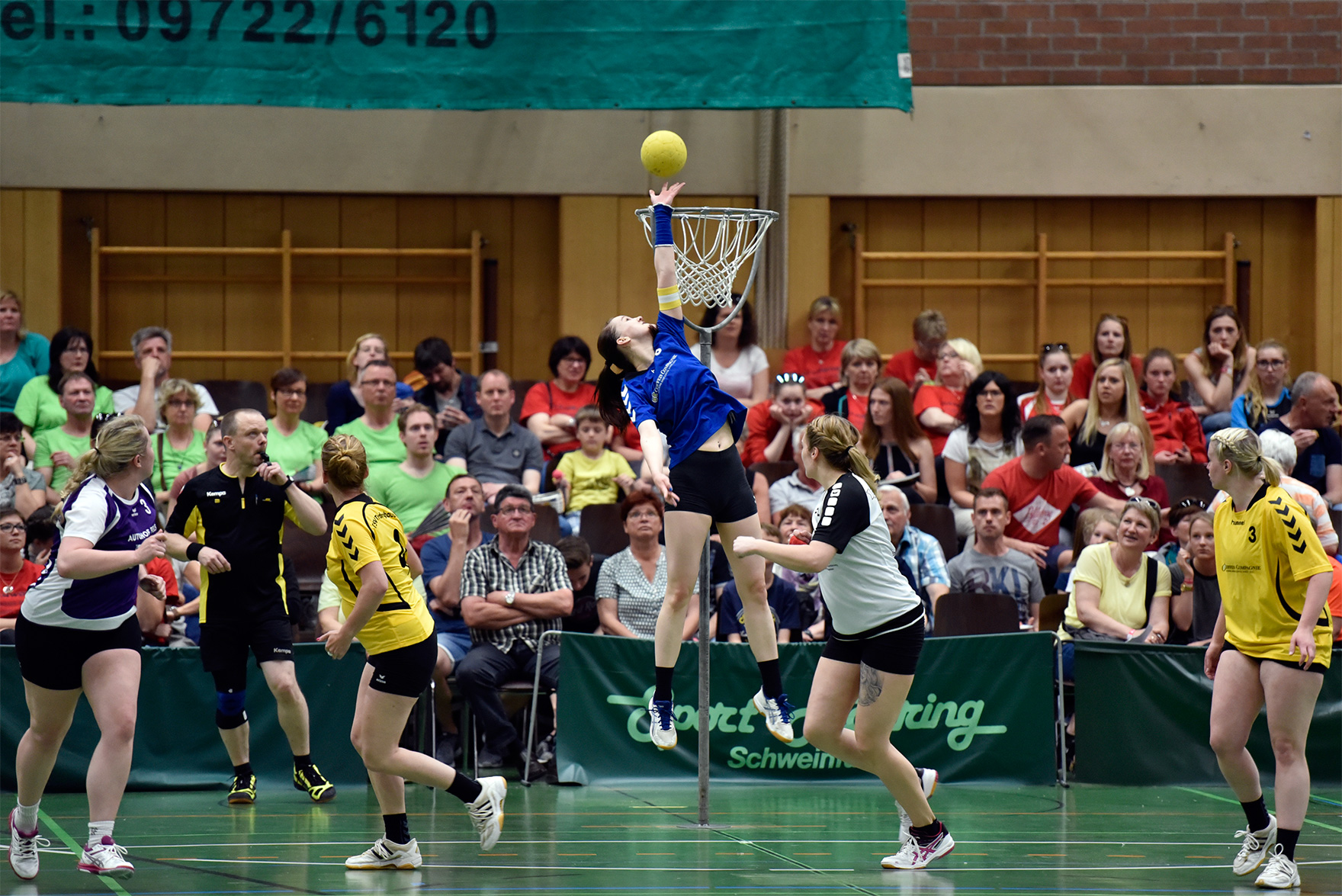
Im Hallenkorbball erhält die verteidigende Mannschaft Abwurf, wenn die eigene Korbhüterin den Ball über die Korblinie ins Aus befördert. Deshalb wendet sich in der Regel das Spielgeschehen bereits nach dem Absetzen eines Wurfes.

Ein Spiel beginnt mit dem Anwurf an der Mittellinie. Die Mannschaft im Ballbesitz versucht, den Spielball zum Korbkreis der gegnerischen Mannschaft zu befördern, um dort einen Wurf auf den Korb abzusetzen. Da eine Spielerin jeweils vor und nach einem nur einmal erlaubten Prellen lediglich drei Schritte mit dem Ball laufen darf, beinhaltet der Weg zum gegnerischen Korb üblicherweise mehrere Pässe. Auswechslungen sind jederzeit möglich; eine Auswechselspielerin darf das Spielfeld erst betreten, sobald die auszuwechselnde Spielerin das Feld verlassen hat.

### Spielzeit
Korbballspiele verlaufen in zwei Halbzeiten, deren Dauer sich nach der Altersklasse der Spielenden und regionalem Reglement richtet. Die Spielzeit in der Altersklasse der Frauen beträgt normalerweise 2 × 20 Minuten. Bei Unterbrechungen des Spielgeschehens – zum Beispiel wenn der Ball das Spielfeld verlässt oder bei Fouls – läuft die Spielzeit weiter; jedoch hat der Schiedsrichter die Möglichkeit, bei absehbar längeren oder zum Zweck der Spielverzögerung mutwillig herbeigeführten Unterbrechungen die Spielzeit anzuhalten. Die Mannschaften können die Spielzeit durch Auszeiten stoppen. Sofern eine Mannschaft einen Korbwurf offensichtlich verzögert, kann ein Zeitspiel geahndet werden, infolgedessen der Ballbesitz unmittelbar zur gegnerischen Mannschaft zu wechseln hat.

### Angriff

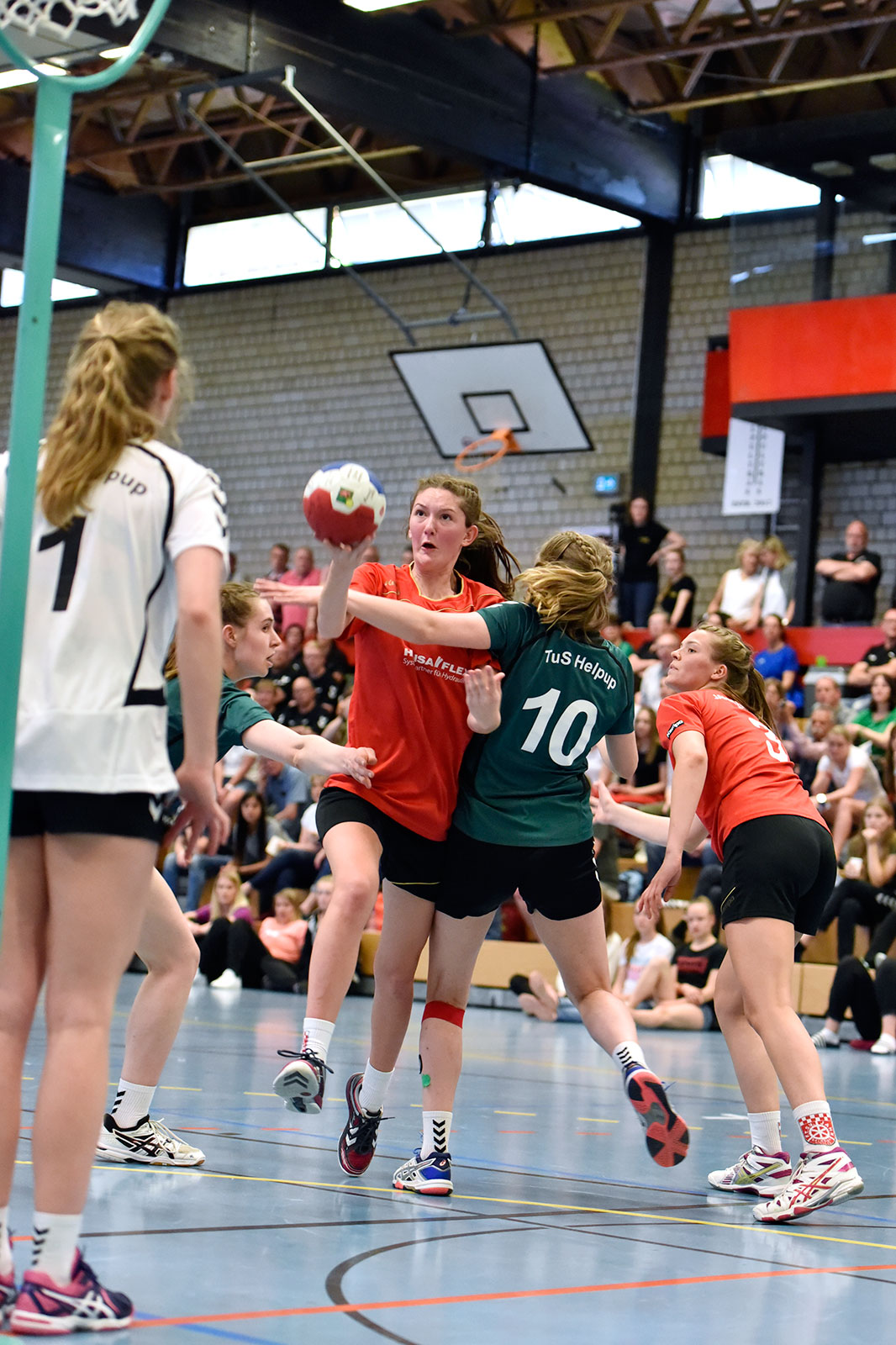
Eine Angreiferin setzt unter Bedrängnis der verteidigenden Mannschaft zu einem Korbleger an.

Die angreifende Mannschaft ist bemüht, den Spielball mit möglichst wenig Pässen zum gegnerischen Korbkreis zu befördern. Um den Korbkreis wird zumeist ein schnelles Passspiel etabliert. Zum einen wird hiermit versucht, eine Lücke in der Verteidigung aufzureißen, sodass eine Angreiferin möglichst nah am Korbkreis zum Wurf ansetzen kann, zum anderen soll sich die verteidigende Korbhüterin – sofern diese im Korbkreis verteidigt – im Moment eines Wurfs auf den Korb in keiner günstigen Verteidigungsposition befinden. Bei springenden Korbhüterinnen ist zudem die werfende Angreiferin bemüht den Ball, in hohem Bogen geworfen, möglichst weit hinten im Korb (also im Rücken der Korbhüterin) unterzubringen, um der Korbhüterin das Abfangen des Balls zusätzlich zu erschweren. Als Alternative kommen ansatzlos geworfene, sehr flache Würfe zum Einsatz, die der Korbhüterin wenig Reaktionszeit erlauben. Auch Distanzwürfe sind eine Möglichkeit, Angriffe abzuschließen.

### Verteidigung
Die grundsätzliche Verteidigungstaktik einer Mannschaft ist abhängig davon, ob sie über eine springende Korbhüterin verfügt. In diesem Fall verteidigt eine Mannschaft meist erst am eigenen Korbkreis, wo vor allem versucht wird, der angreifenden Mannschaft keinen günstigen Wurf zu erlauben beziehungsweise der eigenen Korbhüterin stets genügend Zeit zur Ausrichtung zu verschaffen.
Ohne springende Korbhüterin ist eine Mannschaft bemüht, die Pässe der Gegnerinnen abzufangen. Meistens geschieht dies dadurch, dass die verteidigenden Spielerinnen mit einer Manndeckung die gegnerische Mannschaft auf dem ganzen Feld unter Druck setzen.
Durch das Einbeziehen der Korbhüterin ins Angriffsspiel und der daraus resultierenden Überzahl der angreifenden Mannschaft außerhalb des Korbkreises wird in der Verteidigung um den Korbkreis fast ausnahmslos eine Raumdeckung angewandt.

### Regelverstöße

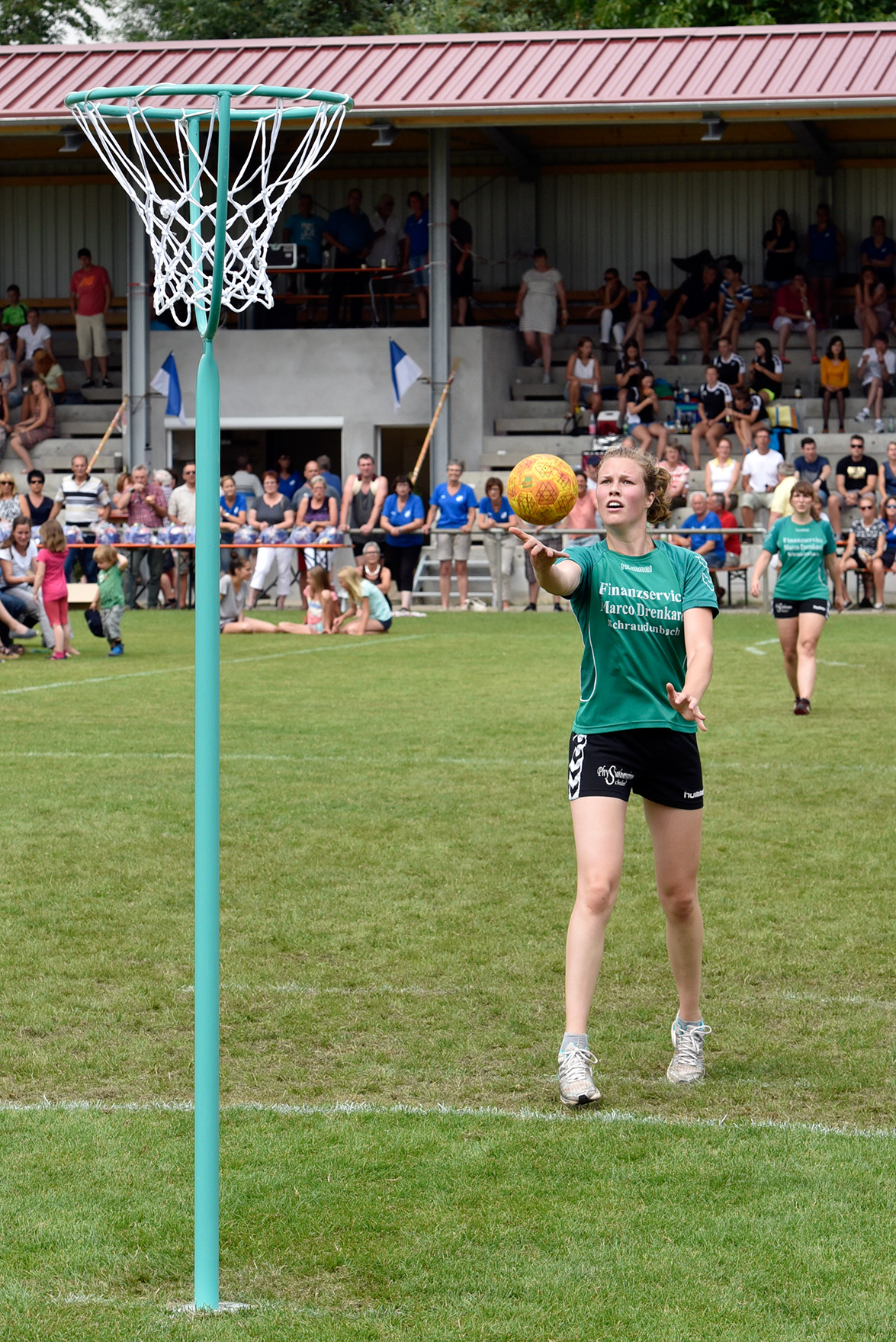
Schwerere Regelverstöße werden mit einem 4-Meter-Wurf bestraft.

Die Regeln von Korbball sind hinsichtlich Körperkontakt sehr restriktiv: Allein die ballführende Spielerin darf mit seitlich oder nach oben gestreckten Armen gesperrt werden. Schlagen, Halten oder Stoßen ist im Korbball nicht erlaubt. Das Sperren einer Gegnerin durch Umfassen mit beiden Armen ist ebenso verboten. Des Weiteren ist es nicht gestattet, sich nach dem Ball zu werfen, sich gegen eine Gegenspielerin abzubücken, sich in sie hineinzudrehen oder gegen sie anzurennen. Auch darf der Ball nicht zur Täuschung gegen den Gegner geführt werden.
Leichte Vergehen – zum Beispiel unerlaubtes Sperren, Schrittfehler oder Wechselfehler – werden durch Freiwurf geahndet: Die Mannschaft, die einen Freiwurf zugesprochen bekommt, wirft den Ball am Ort des Vergehens, aber außerhalb der gegnerischen Freiwurfmarkierung, ab. Es ist erlaubt, den Freiwurf direkt auf den Korb auszuführen. Schwerere Vergehen – zum Beispiel grob unsportliches Verhalten – werden durch eine Strafwurf von der 4-Meter-Linie geahndet.
Durch Zeigen einer gelben Karte wird eine Spielerin ermahnt. Darüber hinaus kann eine Spielerin für zwei Minuten vom Feld verwiesen werden, ohne dass die Mannschaft die Anzahl ihrer Spielerinnen über die Dauer der zwei Minuten wieder auffüllen darf. Als härteste Strafen können Spielerinnen für den gesamten Rest des Spiels und zusätzlich für die Teilnahme an Folgespielen ausgeschlossen werden.

### Spielende
Ein Spiel endet mit dem Ablauf der zweiten Halbzeit. Die Mannschaft, die bis dahin mehr Korbtreffer erzielt hat, gewinnt. Sofern ein Spiel unentschieden endet, jedoch eine Entscheidung erreicht werden muss, wird die Spieldauer um zwei verkürzte Halbzeiten – normalerweise 2 × 5 Minuten – verlängert und, bei danach weiterhin ausbleibender Entscheidung, ein 4-Meter-Werfen durchgeführt.

## Spielbetrieb
Der Spielbetrieb wird vom Deutschen Turner-Bund beziehungsweise dessen Landesverbänden organisiert. Die höchste Spielklasse im Hallenkorbball ist eine in Nord und Süd zweigeteilte Bundesliga. Im Norden spielen Mannschaften der Landesverbände Niedersachsen, Bremen und Schleswig-Holstein, im Süden Mannschaften aus Bayern, Mittelrhein und Westfalen. Die drei am besten platzierten Mannschaften der beiden Ligen spielen nach Ablauf der Saison bei einem Turnier den Deutschen Meister aus. Die Ebene unterhalb der Bundesliga bilden die ebenfalls in Nord und Süd zweigeteilte Landesliga Bayern, die Verbandsliga Westfalen sowie die Niedersachsenliga.
Feldkorbball wird in Form von Spielrunden auf dem Kleinfeld nur noch in Bayern während des Frühlings und Sommers zusätzlich zum Hallenkorbball in Herbst und Winter gespielt. Allein dort finden noch Landesmeisterschaften im Feldkorbball statt.

### Korbball-Bundesliga 2024/25
Die Saison 2024/25 der Korbball-Bundesliga startete am 22. September (Staffel Nord) bzw. 28. September (Staffel Süd) und endete mit den 56. deutschen Meisterschaften, die am 10. und 11. Mai in Hohenhausen, einem Ortsteil der Gemeinde Kalletal, stattfanden. Im Finale standen sich wie im Vorjahr die SG Findorff und der TuS Helpup gegenüber. Mit 8:4 konnte die SG Findorff erneut den deutschen Meistertitel gewinnen.
| Staffel | Verein                       | Landesverband | Bundesland          |
| ------- | ---------------------------- | ------------- | ------------------- |
| Nord    | SG Findorff                  | Bremen        | Bremen              |
| Nord    | FTSV Jahn Brinkum            | Niedersachsen | Niedersachsen       |
| Nord    | TSV Heiligenrode             | Niedersachsen | Niedersachsen       |
| Nord    | Oldenbroker TV               | Niedersachsen | Niedersachsen       |
| Nord    | Ovelgönner TV                | Niedersachsen | Niedersachsen       |
| Nord    | TSG Seckenhausen-Fahrenhorst | Niedersachsen | Niedersachsen       |
| Nord    | TB Stöcken                   | Niedersachsen | Niedersachsen       |
| Nord    | TuS Sudweyhe                 | Niedersachsen | Niedersachsen       |
| Süd     | TSV Bergrheinfeld            | Bayern        | Bayern              |
| Süd     | TSV Eßleben                  | Bayern        | Bayern              |
| Süd     | TSV Ettleben                 | Bayern        | Bayern              |
| Süd     | Spvgg Hambach                | Bayern        | Bayern              |
| Süd     | TSV Heidenfeld               | Bayern        | Bayern              |
| Süd     | VfL Niederwerrn              | Bayern        | Bayern              |
| Süd     | SV Schraudenbach             | Bayern        | Bayern              |
| Süd     | TSV Werneck                  | Bayern        | Bayern              |
| Süd     | TuS Eisbergen                | Westfalen     | Nordrhein-Westfalen |
| Süd     | TuS Helpup                   | Westfalen     | Nordrhein-Westfalen |

| Legende | Legende                                       |
| ------- | --------------------------------------------- |
|         | Deutscher Meister 2025                        |
|         | Teilnehmer der deutschen Meisterschaften 2025 |
|         | Aufsteiger 2024                               |

## Geschichte
Eine frühe Form von Korbball wurde bereits um 1860 in Deutschland gespielt. Vermutlich aufgrund des harten, schweren Spielballs verlor das Spiel jedoch bald wieder an Attraktivität und geriet in Vergessenheit.

### Ableitung vom Basketball

1896 wurde unter Anleitung von August Hermann erstmals in Deutschland Basketball gespielt. Aus dieser Initiative entwickelte sich das Korbballspiel.

1896 führte August Hermann das Basketballspiel in Braunschweig ein und bemühte sich, das Spiel in der Deutschen Turnerschaft bekannt zu machen. Sein in die Vereinigten Staaten ausgewanderter Sohn hatte ihn auf das neuartige Spiel aufmerksam gemacht. Der englische Begriff „Basketball“ konnte sich aber nicht durchsetzen. Stattdessen wurde die Sportart gemäß der wörtlichen Übersetzung als „Korbball“ bezeichnet. Damit wurde im Übrigen zum Ausdruck gebracht, dass eine eigenständige deutsche Variante des Spiels geschaffen werden sollte. Die Grundregeln entsprachen den von James Naismith 1892 herausgegebenen Regeln für das Basketballspiel, allerdings wurde das Spiel von Hermann nach draußen verlegt. Im Gegensatz zum Basketball, wo 1906 die Körbe um das charakteristische Brett erweitert wurden, blieben die Körbe im Korbball ohne Brett. Davon abgesehen betonte Hermann, dass dieser Sport aufgrund der weichen Bewegungen des Korbwurfes und des nicht erlaubten Körperkontaktes besonders für Frauen und Mädchen geeignet sei. Jedoch wollten die Sportvereine Korbball zuerst nicht in den Übungsbetrieb mit aufnehmen, da der Wettkampfgedanke des Spiels dem Geist der Turn- und Spielbewegung widersprach, in der ein gemeinschaftliches Miteinander im Mittelpunkt stand.

### Niedergang in Konkurrenz zum Handball

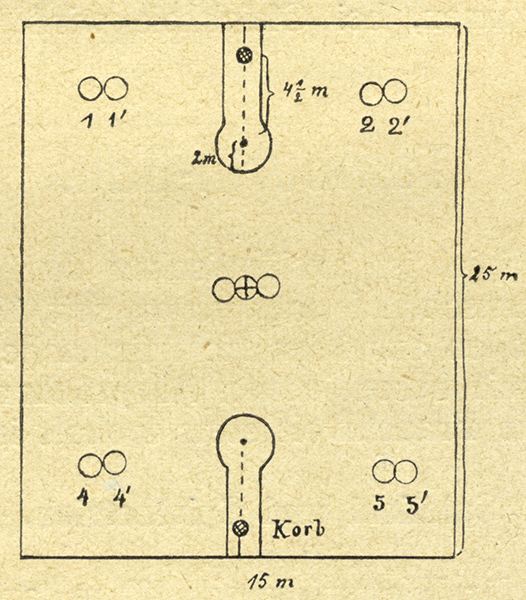
Ein frühes Korbball-Spielfeld um 1920. Es entspricht einem frühen Basketballfeld. Der Korb ist noch am Spielfeldrand montiert; im Vergleich zum Basketball fehlt jedoch das charakteristische Brett hinter dem Korb.

In der Zeit nach dem Ersten Weltkrieg erlebte das Spiel einen kurzen Aufschwung, da die Turnerschaft die Zuständigkeit für das Korbballspiel übernommen hatte. Die Regeln des Korbballs orientierten sich mittlerweile stark am sehr schnell populär gewordenen Handball, als einer dessen Vorläufer seinerseits das Korbballspiel gilt. 1921 wurde der erste Deutsche Turnspielmeister im Korbball ermittelt: In Hannover bezwang der Oldenburger Turnerbund den Turnverein Leipzig-Rückmarsdorf. Doch schon zum Zeitpunkt dieser Meisterschaften war die weitere Verbreitung des Korbballs gestoppt. Da sich das Korbballspiel bislang nicht flächendeckend durchsetzen konnte, wurde im Mai 1921 von der Deutschen Turnerschaft beschlossen, das Handballspiel anstelle des Korbballs zu fördern und keine Meisterschaften mehr ausrichten zu lassen. Diese Entscheidung beeinflusste die Aktivitäten der Vereine unmittelbar: Viele Mannschaften, die bis dato Korbball gespielt hatten, wandten sich nun dem Handball zu. Zwar erfuhr das Korbballspiel Ende der zwanziger Jahre wieder einen leichten Aufschwung, da Handball von vielen Frauen und Mädchen als zu körperbetont und zu männlich angesehen wurde, doch eine nennenswerte Verbreitung fand es auch dadurch vorerst nicht.

### Wiederbelebung in Konkurrenz zum Basketball

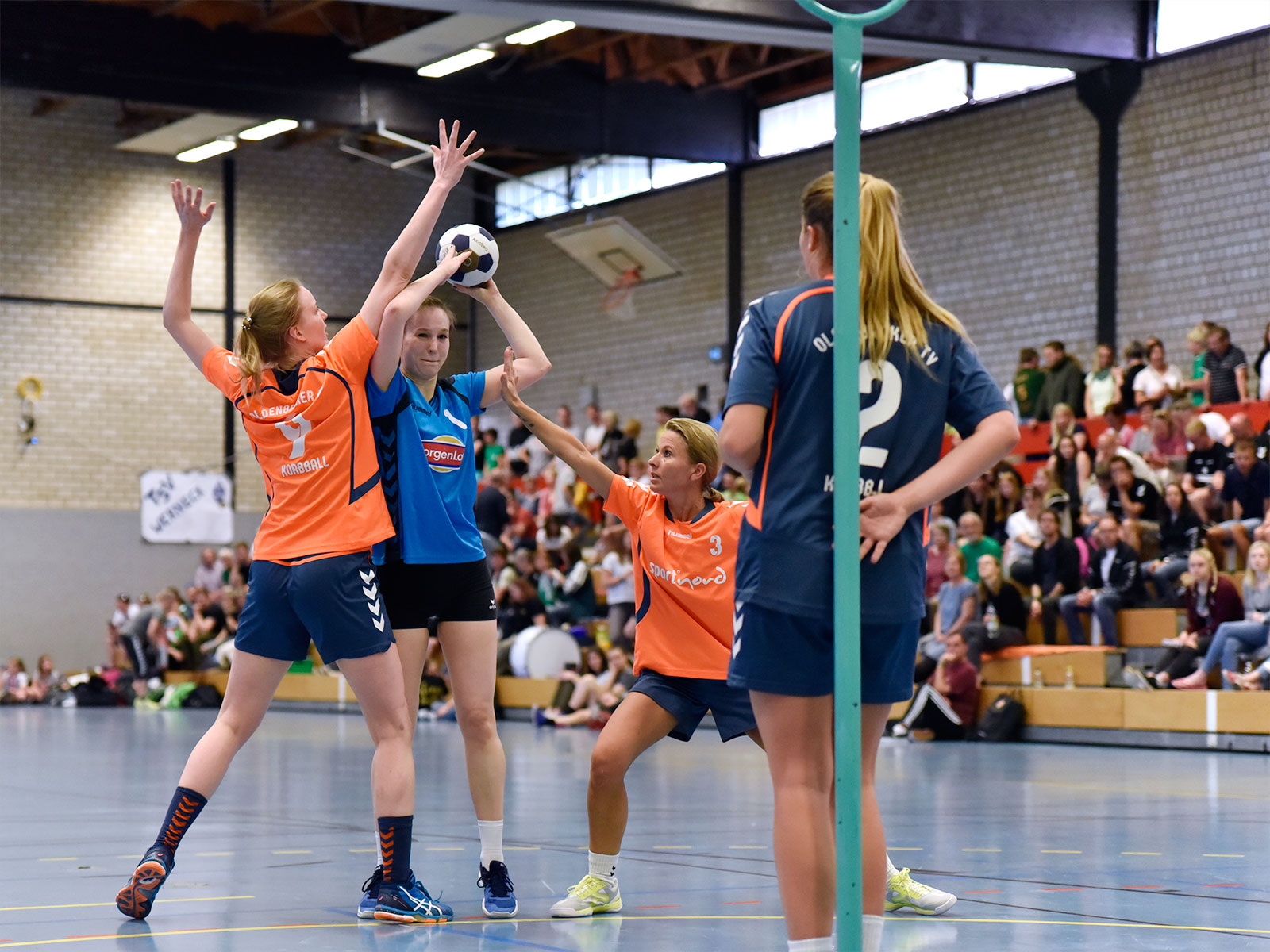
Korbball gilt als körperloses Spiel. Zum Beispiel darf allein die ballführende Spielerin lediglich mit seitlich ausgebreiteten oder nach oben gestreckten Armen gesperrt werden.

Zur Mitte der 1930er Jahre wurde laut dem Deutschen Reichsausschuss für Leibesübungen Korbball kaum mehr gespielt. Erst als 1935 in Vorbereitung auf das allein für Männermannschaften angesetzte Basketballturnier bei den Olympischen Sommerspielen 1936 die Sportart Basketball dem im Dritten Reich gegründeten Fachamt für Handball zugeordnet wurde, wurde dies in der Nachfolgeorganisation der Deutschen Turnerschaft, im Fachamt für Turnen, Gymnastik und Sommerspiele, als Konkurrenz wahrgenommen und damit begonnen, den Korbball wieder zu fördern.
Als Resultat verfestigte sich die Trennung zwischen Basketball als Männersport und Korbball als Frauensport: Ab 1936 wurden wieder deutsche Meisterschaften im Korbball veranstaltet, 1939 wurde der Hallenkorbball eingeführt, 1941 wurde Korbball in die Richtlinien für die Leibeserziehungen der Mädchen in Schulen aufgenommen. So setzte sich die Ausbreitung des Korbballspiels bis zur kriegsbedingten Einstellung des Spielbetriebs 1942 mit starker Dynamik fort. Zu diesem Zeitpunkt wurden rund 14.000 Spielerinnen gezählt, die etwa ein Drittel aller aktiven Sportlerinnen im Deutschen Reich ausmachten.

### Regionale Hochburgen
Nach dem Zweiten Weltkrieg wurde die Verbreitung des Korbballspiels durch die politische Neuordnung und das Aufkommen international populärer Sportspiele beeinflusst. So war Korbball vor dem Zweiten Weltkrieg in fast allen Ländern des Deutschen Reiches vertreten, während sich in der jungen Bundesrepublik eine Entwicklung zu regionalen Hochburgen in den Regionen um Bremen, Hannover, Schweinfurt und im Bezirk Weser-Ems vollzog. Die Hauptursache hierfür war, dass sich viele Turnvereine nun gegenüber dem Basketballspiel öffneten. Überdies formte sich mit dem Zulauf zum Volleyball ein weiterer Konkurrent. Dennoch war Korbball zeitweise mit etwa 2.000 Mannschaften hinter Fußball und Handball der drittpopulärste Ballsport in Westdeutschland. 1955 wurden rund 8.000 aktive Korbball-Spielerinnen gezählt.

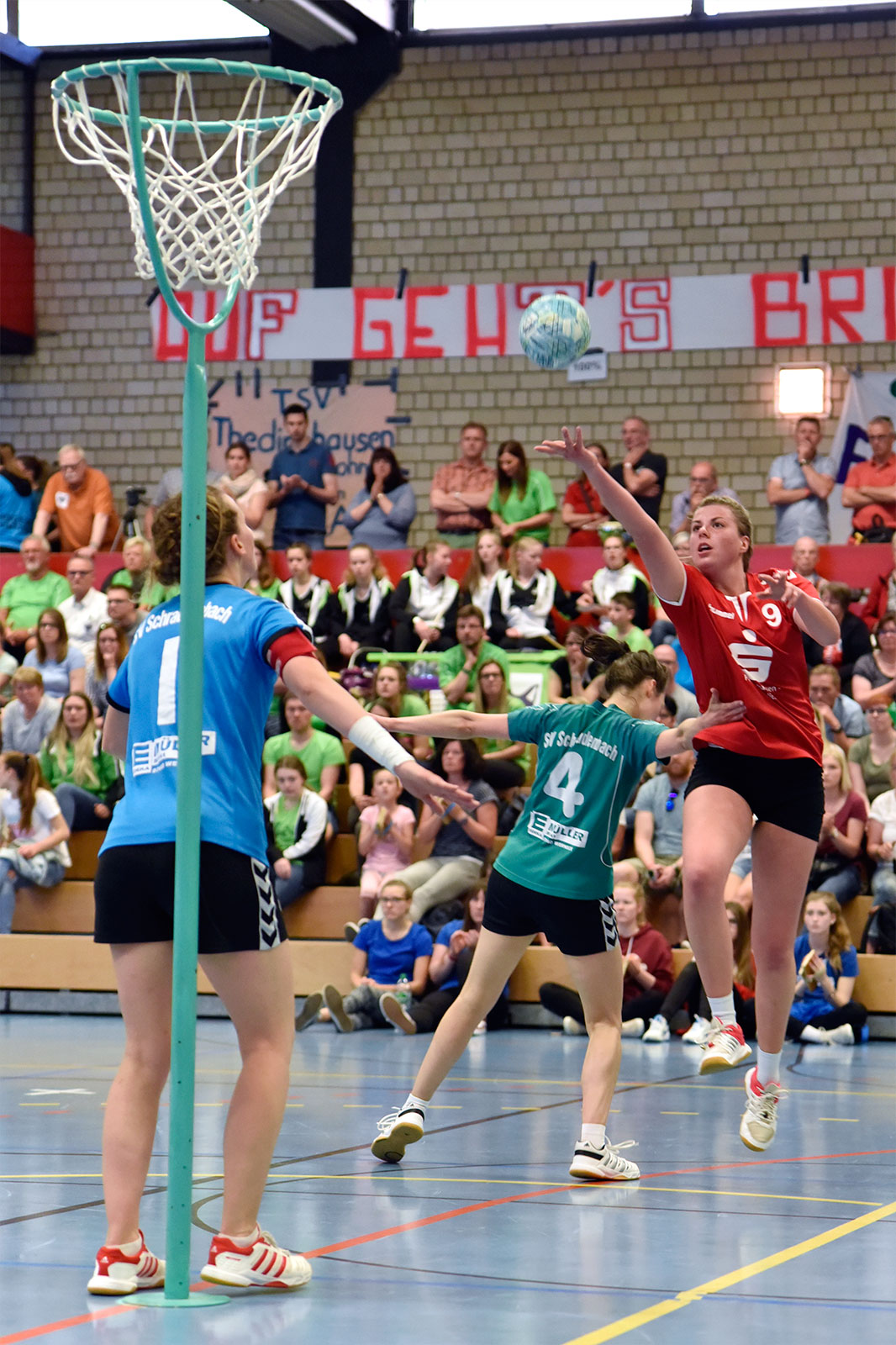
Hallenkorbball ist die populärere Korbballvariante. Seit 1969 werden jährlich deutsche Meisterschaften im Hallenkorbball ausgetragen.

In der DDR löste Basketball offiziell das Korbballspiel ab, womit eine weitere Region komplett entfiel. Ab 1970 beschränkte sich das Spiel auf die Landesverbände Bayern, Bremen, Mittelrhein, Niedersachsen, Schleswig-Holstein und Westfalen, in denen das Korbballspiel heute noch im Wettkampf betrieben wird. Die weitaus größten Konzentrationen an Korbballvereinen bildeten sich in der Region um Bremen und im Raum Schweinfurt, der bereits seit 1937 als Zentrum des Korbballs gilt.

### Fokus auf den Hallenkorbball
Aufgrund der zunehmenden Popularität des Hallenkorbballs wurden 1969 erstmals deutsche Meisterschaften in dieser Spielvariante veranstaltet. 48 Jahre nach den ersten deutschen Feldkorbballmeisterschaften fand dieses Turnier ebenso in Hannover statt. Mit steigendem Interesse am Hallenkorbball verlor der Feldkorbball im Laufe der Zeit an Attraktivität. Zunehmend stellten Vereine ihren Spielbetrieb im Feldkorbball ein, sodass 1999 in Hausen letztmals deutsche Meisterschaften auf dem Feld ausgespielt wurden.
Ein Versuch, in den 1990er Jahren Punktrunden für Männer einzuführen, war erfolglos und Korbball blieb – von einzelnen Mixed-Turnieren abgesehen – weitestgehend eine reine Frauensportart. 2005 waren rund 10.000 Spielerinnen registriert.
Als höchste Spielklasse im Hallenkorbball wurde in der Saison 2001/02 eine in die Staffeln Nord und Süd zweigeteilte Bundesliga eingeführt. Im Norden spielen Mannschaften aus Niedersachsen, Bremen und Schleswig-Holstein, im Süden aus Bayern, Mittelrhein und Westfalen.

### Ende des klassischen Feldkorbballs

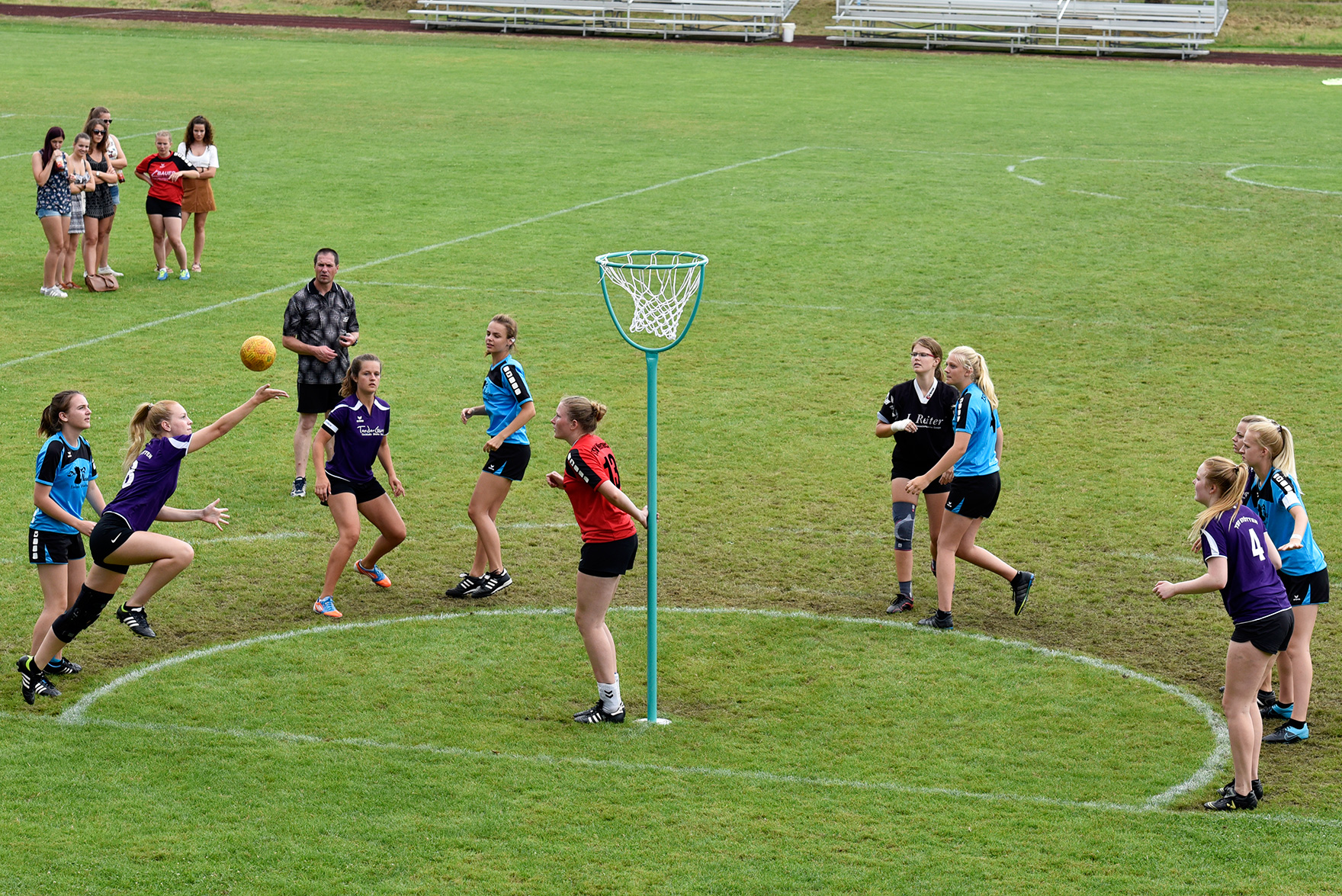
Feldkorbball wird seit 2015/16 in Bayern auf einem verkleinerten Spielfeld gespielt.

Nach den letzten deutschen Meisterschaften im Feldkorbball beschränkte sich der Spielbetrieb in dieser Variante nur noch auf den Landesverband Bayern. In seiner klassischen Form wurde Feldkorbball jedoch auch dort nur noch eineinhalb Jahrzehnte gespielt. Zur Feldrunde 2015 wurde in der größeren der beiden bayerischen Korbballregionen um Schweinfurt beschlossen, unter Beibehaltung des Abstands zwischen beiden Körben die Abmessungen des Feldkorbball-Spielfelds auf die Maße 38 m × 19 m zu reduzieren. Zugleich wurde die Anzahl Spielerinnen auf die des Hallenkorbballs reduziert. Aufgrund der regional unterschiedlichen Platzgrößen wurden in jenem Jahr keine bayerischen Meisterschaften veranstaltet. Erst für die folgende Saison wurde auch in der zweiten der beiden bayerischen Korbballregionen, im Allgäu, das Feld verkleinert. Wenngleich das verkleinerte Feldkorbball-Spielfeld acht Meter länger ist, unterscheidet sich die Feldkorbballvariante taktisch nicht mehr vom Hallenkorbball. De facto wird somit nur mehr eine Korbballvariante in unterschiedlicher Umgebung gespielt.

## Korbball im internationalen Kontext
Bereits um 1900 wurde Korbball auch in der Schweiz, in Österreich und in den Niederlanden gespielt. In der Schweiz wurde Korbball in den 1910er Jahren in die Schullehrpläne für Jungen und Mädchen übernommen. Das Spiel blieb dort in einer ursprünglicheren Form erhalten, da keine dem Handballspiel entlehnten Regeländerungen durchgeführt wurden. Auch in Österreich war Korbball Teil des Schulunterrichts; nach dem Ende des Zweiten Weltkriegs verliert sich dort allerdings das Interesse an der Sportart. In den Niederlanden entwickelte sich ab 1902 Korfball zur populäreren Sportart. Parallel kam im Vereinigten Königreich das für Frauen ausgelegte Netball auf, das, so wie Korbball, dem Basketball entlehnt wurde.
Abgesehen von Basketball sind einzig Netball und Korfball international verbreitet. Wenngleich vor allem Netball, Korfball, der deutsche und der schweizerische Korbball augenscheinliche Ähnlichkeiten aufweisen, gestalten sich die Reglements derart unterschiedlich, dass über die Grenzen der einzelnen Sportarten hinaus keine Wettkämpfe stattfinden.